# Зайдльхофер, Бруно
Бруно Зайдльхофер (нем. Bruno Seidlhofer; 5 сентября 1905 года — 19 февраля 1982 года) — австрийский пианист, известный прежде всего как музыкальный педагог.

## Биография
Окончил Венскую академию музыки, ученик Франца Шмидта.
Был близок к кругу новой венской школы, особенно к Альбану Бергу. 
В 1938—1980 годах преподавал в Венской академии музыки, с 1943 года профессор; до 1951 года вёл также класс клавесина. Среди учеников Зайдльхофера — ряд выдающихся исполнителей, в том числе Марта Аргерих, Фридрих Гульда, Нельсон Фрейре, Сета Таниель, Рудольф Бухбиндер. Его ученица, затем ассистентка и жена Мария Регина Зайдльхофер также стала известным музыкальным педагогом. Зайдльхофер входил в жюри различных международных конкурсов, в том числе Международного конкурса имени Чайковского (1962). Зайдльхофер записал ряд произведений Иоганна Себастьяна Баха, ему принадлежит переложение «Искусства фуги» для фортепиано в четыре руки.
Последние годы жизни Зайдльхофер провёл в деревушке Ангер. После его смерти на средства учеников и почитателей Зайдльхофера в церкви Ангера был сооружён орган, получивший имя музыканта.